# 조감독
조감독(助監督, Assistant Director, AD), 또는 조연출가(助演出家)는 방송연출가의 지시에 따라  방송 제작에 관련된 진행업무를 수행하는 직업이다.
방송 제작의 대본을 검토 및 출연자 섭외, 편집, 음악 등에 대해 방송연출가와 협의하며, 촬영이 원활히 진행되도록 주변 인물들을 관리하고 점검한는 일을 맡는다. 그 외에도 제작비, 제작기간, 제작일정을 관리한다.